# Muppet-show
A Muppet-show (eredeti cím: The Muppet Movie) 1979-ben bemutatott brit–amerikai vegyes technikájú film, amelyben élő és báb szereplők közösen szerepelnek. Az élőszereplős játékfilm rendezője James Frawley, producere Jim Henson. A forgatókönyvet Jack Burns és Jerry Juhl írta, a zenéjét Kenny Ascher és Paul Williams szerezte. A mozifilm a Henson Associates és az ITC Films gyártásában készült, a Associated Film Distribution forgalmazásában jelent meg.
Nagy-Britanniában 1979. május 31-én, Amerikában 1979. június 22-én, Magyarországon 1981. augusztus 6-án mutatták be a mozikban.

## Cselekmény
Bábfigurák poénokat adnak elő, kihasználva a különböző egyéniségű szereplők tulajdonságait

## Szereplők
| Szereplő                      | Eredeti hang         | Magyar hang     |
| ----------------------------- | -------------------- | --------------- |
| Breki, a béka                 | Jim Henson           | Mikó István     |
| Rowlf, a kutya                | Jim Henson           | ?               |
| Waldorf                       | Jim Henson           | Szabó Gyula     |
| Dr. Teeth                     | Jim Henson           | ?               |
| Svéd séf                      | Jim Henson           | ?               |
| Miss Röfi                     | Frank Oz             | Hacser Józsa    |
| Topi maci                     | Frank Oz             | Szombathy Gyula |
| Állat                         | Frank Oz             | ?               |
| Sam, a sas                    | Frank Oz             | ?               |
| Nagy Gonzo                    | Dave Goelz           | ?               |
| Dr. Bunsen Honeydew           | Dave Goelz           | ?               |
| Zoot                          | Dave Goelz           | ?               |
| Lótifuti                      | Richard Hunt         | ?               |
| Statler                       | Richard Hunt         | Suka Sándor     |
| Beaker                        | Richard Hunt         | saját hangján   |
| Cukipofa                      | Richard Hunt         | ?               |
| Janice                        | Richard Hunt         | ?               |
| Floyd Pepper                  | Jerry Nelson         | ?               |
| Robin, a béka                 | Jerry Nelson         | ?               |
| Lew Zealand                   | Jerry Nelson         | ?               |
| Dilis Harry                   | Jerry Nelson         | ?               |
| Camilla                       | Jerry Nelson         | saját hangján   |
| Nagymadár                     | Caroll Spinney       | ?               |
| Szereplő                      | Színész              | Magyar hang     |
| Doc Hopper                    | Charles Durning      | ?               |
| Max                           | Austin Pendleton     | ?               |
| Snake Walker                  | Scott Walker         | ?               |
| Tengerész                     | Lawrence Gabriel Jr. | ?               |
| Csapos                        | Ira F. Grubman       | ?               |
| Fanyűvő                       | H. B. Haggerty       | ?               |
| Kapuőr                        | Bruce Kirby          | ?               |
| Félszemű törpe                | Tommy Madden         | ?               |
| El Sleezo Café pincére        | James Frawley        | ?               |
| Cowboy                        | Arnold Roberts       | ?               |
| Nő a léggömbbel               | Melinda Dillon       | ?               |
| Bernie, az ügynök             | Dom DeLuise          | ?               |
| El Sleezo Cafe tulajdonosa    | James Coburn         | ?               |
| El Sleezo-i pártfogó          | Madeline Kahn        | ?               |
| El Sleezo-i huligán           | Telly Savalas        | ?               |
| A mítosz                      | Carol Kane           | ?               |
| El Sleezo-i zongorista        | Paul Williams        | ?               |
| Mad Man Mooney                | Milton Berle         | ?               |
| Komferáló a szépség versenyen | Elliott Gould        | ?               |
| Önmaga / Charlie McCarthy     | Edgar Bergen         | ?               |
| Dölyfös pincér                | Steve Martin         | ?               |
| Fagylaltos                    | Bob Hope             | ?               |
| Léggömbös                     | Richard Pryor        | ?               |
| Max Krassman professzor       | Mel Brooks           | ?               |
| Lord titkárnője               | Cloris Leachman      | ?               |
| Lew Lord                      | Orson Welles         | ?               |

További magyar hangok: Bodrogi Gyula, Farkas Antal, Harkányi Endre, Horváth Gyula, Kiss László, Mányai Zsuzsa, Márton András, Rátonyi Róbert, Schütz Ila, Szakácsi Sándor, Szilágyi Tibor, Tahi Tóth László

## Betétdalok
| Dal                                      | Előadó                                                                                 |
| ---------------------------------------- | -------------------------------------------------------------------------------------- |
| Rainbow Connection                       | Jim Henson                                                                             |
| Movin' Right Along                       | Jim Henson Frank Oz                                                                    |
| Can You Picture That                     | Jim Henson Frank Oz Jerry Nelson Richard Hunt Dave Goelz                               |
| Never Before, Never Again                | Frank Oz                                                                               |
| I Hope That Somethin' Better Comes Along | Jim Henson                                                                             |
| Arranged by Ian Freebairn-Smith          | Frank Oz                                                                               |
| I'm Going To Go Back There Someday       | Dave Goelz Frank Oz                                                                    |
| Finale: The Magic Store                  | Jim Henson Frank Oz Jerry Nelson Richard Hunt Dave Goelz Steve Whitmire Kathryn Mullen |